# Ingrid Ganslmayr
Ingrid Ganslmayr ist eine deutsche Übersetzerin, die mehrere Sachbücher aus dem Englischen und aus dem Französischen übersetzt hat. Darunter sind Bestseller des französischen Autors Jacques-Yves Cousteau, die in den deutschen Ausgaben in mehreren Auflagen erschienen sind. 
Ingrid Ganslmayr war verheiratet mit Herbert Ganslmayr (1937–1991).

## Übersetzte Werke
- Léonce Peillard: Auf den Strassen des Ozeans. Die Geschichte der internationalen Passagierschiffahrt von 1830 – 1972. [Aus dem Französischen übersetzt von Ingrid Ganslmayr u. Ulla Leippe], Stalling, Oldenburg / Hamburg 1973
- Jacques Maquet u. Herbert Ganslmayr [Bearb.]: Afrika. Die schwarzen Zivilisationen. Magnus-Verlag, Essen 1975
- Jacques-Yves Cousteau u. Philippe Diolé: Kalmare. Wunderwelt der Tintenfische. Droemer-Knaur, München / Zürich 1976; ISBN 	3-426-00450-X
- Jacques-Yves Cousteau u. Philippe Diolé: Wale. Gefährdete Riesen der See. Droemer-Knaur, München / Zürich 1979; ISBN 3-426-03435-2
- Maurice Ashley u. a.: Kindlers Kulturgeschichte Europas. Bd. 13: Das Zeitalter des Barock. Europa zwischen 1598 und 1715. [Aus dem Engl. übertragen von Ingrid Ganslmayr], Deutscher Taschenbuch-Verlag, München 1983 (Lizenz des Kindler-Verlages, München)